# Dubai Tennis Championships

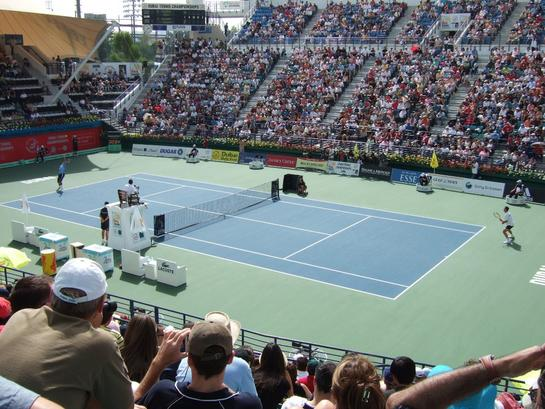
Dubai Tennis Championships 2006

Barclays Dubai Tennis Championships är en tennisturnering för både herrar och damer som spelas i Dubai, Förenade arabemiraten. Turneringen startade 1993 och ingår i ATP-touren under kategorin 500 Series och i WTA-touren under WTA 1000. Den spelas utomhus på hardcourt. 

## Resultat

### Herrsingel
| År   | Mästare               | Finalist            | Resultat          |
| ---- | --------------------- | ------------------- | ----------------- |
| 1993 | Karel Nováček         | Fabrice Santoro     | 6–4, 7–5          |
| 1994 | Magnus Gustafsson     | Sergi Bruguera      | 6–4, 6–2          |
| 1995 | Wayne Ferreira        | Andrea Gaudenzi     | 6–3, 6–3          |
| 1996 | Goran Ivanišević      | Albert Costa        | 6–4, 6–3          |
| 1997 | Thomas Muster         | Goran Ivanišević    | 7–5, 7–6(3)       |
| 1998 | Àlex Corretja         | Félix Mantilla      | 7–6(0), 6–1       |
| 1999 | Jérôme Golmard        | Nicolas Kiefer      | 6–4, 6–2          |
| 2000 | Nicolas Kiefer        | Juan Carlos Ferrero | 7–5, 4–6, 6–3     |
| 2001 | Juan Carlos Ferrero   | Marat Safin         | 6–2, 3–1 uppgivet |
| 2002 | Fabrice Santoro       | Younes El Aynaoui   | 6–4, 3–6, 6–3     |
| 2003 | Roger Federer         | Jiří Novák          | 6–1, 7–6(2)       |
| 2004 | Roger Federer         | Feliciano López     | 4–6, 6–1, 6–2     |
| 2005 | Roger Federer         | Ivan Ljubičić       | 6–1, 6–7(6), 6–3  |
| 2006 | Rafael Nadal          | Roger Federer       | 2–6, 6–4, 6–4     |
| 2007 | Roger Federer         | Michail Juzjnyj     | 6–4, 6–3          |
| 2008 | Andy Roddick          | Feliciano López     | 6–7(8), 6–4, 6–2  |
| 2009 | Novak Đoković         | David Ferrer        | 7–5, 6–3          |
| 2010 | Novak Đoković         | Michail Juzjnyj     | 7–5, 5–7, 6–3     |
| 2011 | Novak Đoković         | Roger Federer       | 6–3, 6–3          |
| 2012 | Roger Federer         | Andy Murray         | 7–5, 6–4          |
| 2013 | Novak Đoković         | Tomáš Berdych       | 7–5, 6–3          |
| 2014 | Roger Federer         | Tomáš Berdych       | 3–6, 6–4, 6–3     |
| 2015 | Roger Federer         | Novak Đoković       | 6–3, 7–5          |
| 2016 | Stan Wawrinka         | Marcos Baghdatis    | 6–4, 7–6(15–13)   |
| 2017 | Andy Murray           | Fernando Verdasco   | 6–3, 6–2          |
| 2018 | Roberto Bautista Agut | Lucas Pouille       | 6–3, 6–4          |
| 2019 | Roger Federer         | Stefanos Tsitsipas  | 6–4, 6–4          |
| 2020 | Novak Djokovic        | Stefanos Tsitsipas  | 6–3, 6–4          |
| 2021 | Aslan Karatsev        | Lloyd Harris        | 6–3, 6–2          |
| 2022 | Andrej Rubljov        | Jiří Veselý         | 6–3, 6–4          |
| 2023 | Daniil Medvedev       | Andrej Rubljov      | 6–2, 6–2          |

### Herrdubbel
| År   | Mästare                              | Finalister                             | Resultat               |
| ---- | ------------------------------------ | -------------------------------------- | ---------------------- |
| 1993 | John Fitzgerald / Anders Järryd      | Grant Connell / Patrick Galbraith      | 6–2, 6–1               |
| 1994 | Todd Woodbridge / Mark Woodforde     | Darren Cahill / John Fitzgerald        | 6–7, 6–4, 6–2          |
| 1995 | Grant Connell / Patrick Galbraith    | Tomás Carbonell / Francisco Roig       | 6–2, 4–6, 6–3          |
| 1996 | Grant Connell / Byron Black          | Karel Nováček / Jiří Novák             | 6–0, 6–1               |
| 1997 | Sander Groen / Goran Ivanišević      | Sandon Stolle / Cyril Suk              | 7–6, 6–3               |
| 1998 | Mahesh Bhupathi / Leander Paes       | Donald Johnson / Francisco Montana     | 6–2, 7–5               |
| 1999 | Wayne Black / Sandon Stolle          | David Adams / John-Laffnie de Jager    | 4–6, 6–1, 6–4          |
| 2000 | Jiří Novák / David Rikl              | Robbie Koenig / Peter Tramacchi        | 6-2, 7-5               |
| 2001 | Joshua Eagle / Sandon Stolle         | Daniel Nestor / Nenad Zimonjić         | 6–4, 6–4               |
| 2002 | Mark Knowles / Daniel Nestor         | Joshua Eagle / Sandon Stolle           | 3–6, 6–3, [13–11]      |
| 2003 | Leander Paes / David Rikl            | Wayne Black / Kevin Ullyett            | 6–3, 6–0               |
| 2004 | Mahesh Bhupathi / Fabrice Santoro    | Jonas Björkman / Leander Paes          | 6–2, 4–6, 6–4          |
| 2005 | Martin Damm / Radek Štěpánek         | Jonas Björkman / Fabrice Santoro       | 6–2, 6–4               |
| 2006 | Paul Hanley / Kevin Ullyett          | Mark Knowles / Daniel Nestor           | 1–6, 6–2, [10–1]       |
| 2007 | Fabrice Santoro / Nenad Zimonjić     | Mahesh Bhupathi / Radek Štěpánek       | 7–5, 6–7, [10–7]       |
| 2008 | Mahesh Bhupathi / Mark Knowles       | Martin Damm / Pavel Vízner             | 7–5, 7–6               |
| 2009 | Rik De Voest / Dmitrij Tursunov      | Martin Damm / Robert Lindstedt         | 4–6, 6–3, [10–5]       |
| 2010 | Simon Aspelin / Paul Hanley          | Lukáš Dlouhý / Leander Paes            | 6–2, 6–3               |
| 2011 | Serhij Stachovskyj / Michail Juzjnyj | Jérémy Chardy / Feliciano López        | 4–6, 6–3, [10–3]       |
| 2012 | Mahesh Bhupathi / Rohan Bopanna      | Mariusz Fyrstenberg / Marcin Matkowski | 6–4, 3–6, [10–5]       |
| 2013 | Mahesh Bhupathi / Michaël Llodra     | Robert Lindstedt / Nenad Zimonjić      | 7–6, 7–6               |
| 2014 | Rohan Bopanna / Aisam-ul-Haq Qureshi | Daniel Nestor / Nenad Zimonjić         | 6–4, 6–3               |
| 2015 | Rohan Bopanna / Daniel Nestor        | Aisam-ul-Haq Qureshi / Nenad Zimonjić  | 6–4, 6–1               |
| 2016 | Simone Bolelli / Andreas Seppi       | Feliciano López / Marc López           | 6–2, 3–6, [14–12]      |
| 2017 | Jean-Julien Rojer / Horia Tecău      | Rohan Bopanna / Marcin Matkowski       | 4–6, 6–3, [10–3]       |
| 2018 | Jean-Julien Rojer / Horia Tecău      | James Cerretani / Leander Paes         | 6–2, 7–6(7–2)          |
| 2019 | Rajeev Ram / Joe Salisbury           | Ben McLachlan / Jan-Lennard Struff     | 7–6(7–4), 6–3          |
| 2020 | John Peers / Michael Venus           | Raven Klaasen / Oliver Marach          | 6–3, 6–2               |
| 2021 | Juan Sebastián Cabal Robert Farah    | Nikola Mektić Mate Pavić               | 7–6(7–0), 7–6(7–4)     |
| 2022 | Tim Pütz Michael Venus               | Nikola Mektić Mate Pavić               | 6–3, 6–7(5–7), [16–14] |
| 2023 | Maxime Cressy Fabrice Martin         | Lloyd Glasspool Harri Heliövaara       | 7–6(7–2), 6–4          |

### Damsingel
| År   | Mästare                | Finalist             | Resultat           |
| ---- | ---------------------- | -------------------- | ------------------ |
| 2001 | Martina Hingis         | Nathalie Tauziat     | 6–4, 6–4           |
| 2002 | Amélie Mauresmo        | Sandrine Testud      | 6–4, 7–6(3)        |
| 2003 | Justine Henin-Hardenne | Monica Seles         | 4–6, 7–6(4), 7–5   |
| 2004 | Justine Henin-Hardenne | Svetlana Kuznetsova  | 7–6(3), 6–3        |
| 2005 | Lindsay Davenport      | Jelena Janković      | 6–4, 3–6, 6–4      |
| 2006 | Justine Henin-Hardenne | Marija Sjarapova     | 7–5, 6–2           |
| 2007 | Justine Henin          | Amélie Mauresmo      | 6–4, 7–5           |
| 2008 | Jelena Dementieva      | Svetlana Kuznetsova  | 4–6, 6–3, 6–2      |
| 2009 | Venus Williams         | Virginie Razzano     | 6–4, 6–2           |
| 2010 | Venus Williams         | Victoria Azarenka    | 6–3, 7–5           |
| 2011 | Caroline Wozniacki     | Svetlana Kuznetsova  | 6–1, 6–3           |
| 2012 | Agnieszka Radwańska    | Julia Görges         | 7–5, 6–4           |
| 2013 | Petra Kvitová          | Sara Errani          | 6–2, 1–6, 6–1      |
| 2014 | Venus Williams         | Alizé Cornet         | 6–3, 6–0           |
| 2015 | Simona Halep           | Karolína Plíšková    | 6–4, 7–6(7–4)      |
| 2016 | Sara Errani            | Barbora Strýcová     | 6–0, 6–2           |
| 2017 | Elina Svitolina        | Caroline Wozniacki   | 6–4, 6–2           |
| 2018 | Elina Svitolina        | Daria Kasatkina      | 6–4, 6–0           |
| 2019 | Belinda Bencic         | Petra Kvitová        | 6–3, 1–6, 6–2      |
| 2020 | Simona Halep           | Elena Rybakina       | 3–6, 6–3, 7–6(7–5) |
| 2021 | Garbiñe Muguruza       | Barbora Krejčíková   | 7–6(8–6), 6–3      |
| 2022 | Jeļena Ostapenko       | Veronika Kudermetova | 6–0, 6–4           |
| 2023 | Barbora Krejčíková     | Iga Świątek          | 6–4, 6–2           |

### Damdubbel
| År   | Mästare                                              | Finalister                               | Resultat              |
| ---- | ---------------------------------------------------- | ---------------------------------------- | --------------------- |
| 2001 | Yayuk Basuki / Caroline Vis                          | Åsa Svensson / Karina Habšudová          | 6–0, 4–6, 6–2         |
| 2002 | Barbara Rittner / Maria Vento-Kabchi                 | Sandrine Testud / Roberta Vinci          | 6–3, 6–2              |
| 2003 | Svetlana Kuznetsova / Martina Navrátilová            | Cara Black / Jelena Lichovtseva          | 6–3, 7–6              |
| 2004 | Janette Husárová / Conchita Martínez                 | Svetlana Kuznetsova / Jelena Lichovtseva | 6–0, 1–6, 6–3         |
| 2005 | Virginia Ruano Pascual / Paola Suárez                | Svetlana Kuznetsova / Alicia Molik       | 6–7, 6–2, 6–1         |
| 2006 | Květa Peschke / Francesca Schiavone                  | Svetlana Kuznetsova / Nadia Petrova      | 3–6, 7–6, 6–3         |
| 2007 | Cara Black / Liezel Huber                            | Svetlana Kuznetsova / Alicia Molik       | 7–6, 6–4              |
| 2008 | Cara Black / Liezel Huber                            | Zheng Jie / Yan Zi                       | 7–5, 6–2              |
| 2009 | Cara Black / Liezel Huber                            | Marija Kirilenko / Agnieszka Radwanska   | 6–3, 6–3              |
| 2010 | Nuria Llagostera Vives / María José Martínez Sánchez | Květa Peschke / Katarina Srebotnik       | 7–6(5), 6–4           |
| 2011 | Liezel Huber / María José Martínez Sánchez           | Květa Peschke / Katarina Srebotnik       | 7–6(5), 6–3           |
| 2012 | Liezel Huber / Lisa Raymond                          | Sania Mirza / Jelena Vesnina             | 6–2, 6–1              |
| 2013 | Bethanie Mattek-Sands / Sania Mirza                  | Nadia Petrova / Katarina Srebotnik       | 6–4, 2–6, [10–7]      |
| 2014 | Alla Kudrjavtseva / Anastasia Rodionova              | Raquel Kops-Jones / Abigail Spears       | 6–2, 5–7, [10–8]      |
| 2015 | Timea Babos / Kristina Mladenovic                    | Garbiñe Muguruza / Carla Suárez Navarro  | 6–3, 6–2              |
| 2016 | Chuang Chia-jung / Darija Jurak                      | Caroline Garcia / Kristina Mladenovic    | 6–4, 6–4              |
| 2017 | Jekaterina Makarova / Jelena Vesnina                 | Andrea Hlaváčková / Peng Shuai           | 6–2, 4–6, [10–7]      |
| 2018 | Chan Hao-ching / Yang Zhaoxuan                       | Hsieh Su-wei / Peng Shuai                | 4–6, 6–2, [10–6]      |
| 2019 | Hsieh Su-wei / Barbora Strýcová                      | Lucie Hradecká / Jekaterina Makarova     | 6–4, 6–4              |
| 2020 | Hsieh Su-wei / Barbora Strýcová                      | Barbora Krejčíková / Zheng Saisai        | 7–5, 3–6, [10–5]      |
| 2021 | Alexa Guarachi Darija Jurak (2)                      | Xu Yifan Yang Zhaoxuan                   | 6–0, 6–3              |
| 2022 | Veronika Kudermetova Elise Mertens                   | Lyudmyla Kichenok Jeļena Ostapenko       | 6–1, 6–3              |
| 2023 | Veronika Kudermetova (2) Ljudmila Samsonova          | Chan Hao-ching Latisha Chan              | 6–4, 6–7(4–7), [10–1] |